# Josh Hutcherson
Joshua Ryan „Josh” Hutcherson (n. 12 octombrie 1992, Union⁠(d), Kentucky, SUA) este un actor american. Originar din Kentucky, Hutcherson a debutat ca actor la începutul anilor 2000. Primul său rol într-un film a fost în Prieten la nevoie (Miracle Dogs, 2003) pe Animal Planet.
Primele apariții ale lui Hutcherson au fost în Micul Manhattan, Zathura (2005), RV (2006), Podul către Terabithia (2007), Călătorie spre centrul Pământului (2008) și Copiii sunt bine-mersi (2010). În 2011 a primit rolul lui Peeta Mellark în seria de filme Jocurile foamei, lansate anual din 2012 până în 2015, pentru care a câștigat trei premii MTV Movie și un People's Choice Award. În aceeași perioadă, a primit un rol principal în Călătoria 2: Insula misterioasă (2012) și a avut un rol de voce în animația Epic (2013).
De-a lungul carierei sale, Hutcherson și-a exprimat interesul în regie și producție. El a servit atât ca producător executiv, cât și ca actor în Liceul groazei (2011), The Forger (2012) și Escobar: Paradise Lost (2015).

## Primii ani
Joshua Ryan Hutcherson s-a născut în Union, Kentucky, la data de 12 octombrie 1992. El este fiul cel mare al lui Chris și Michelle Hutcherson (născută Fightmaster) și are un frate mai mic, Connor.
Interesul lui Hutcherson pentru actorie s-a dezvoltat în copilărie, în ciuda îngrijorării părinților în legătură cu această profesie. Conform actorului, acesta a "iubit industria de divertisment" încă de la vârsta de patru ani. La vârstă de opt, actorul a luat cartea de telefon și a sunat la o agenție care promova actori. În ianuarie 2002, Hutcherson și mama lui s-au mutat în Los Angeles pentru ca acesta să participe la cât mai multe audiții. În Los Angeles au trăit timp de 3 ani, într-o comunitate care adăpostea tineri actori copii și familiile lor.
Cea mai mare parte a copilăriei și-a petrecut-o la filmări, ci nu în sălile de clasă. El a urmat cursurile Școlii Elementare din New Haven până când și-a început cariera la vârsta de nouă ani, după care a început să învețe acasă, mama sa fiindu-i profesor. 

## Cariera în actorie

### 2002–2010: Primele roluri
După ce s-a mutat la Hollywood în 2002, Hutcherson a apărut în mai multe reclame de televiziune. Primul său rol major a fost Nicky Harper în episodul pilot House Blend, după care au urmat roluri secundar în ER și Becoming Glen. În următorul an, a jucat rolul principal de Charlie Logan în filmul Miracle Dogs, lansat pe  Animal Planet. The film, Hutcherson's first, received a 79 percent approval rating on review aggregator Rotten Tomatoes. Următorul rol al lui Hutcherson a fost prima sa apariție într-un film de lung metraj, numit American Splendor. Această producție a câștigat premiul cel mare al juriului la Sundance Film Festival.[22] În 2004, a primit rolul de Hero Boy în filmul The Polar Express, în care Tom Hanks a avut rolul principal. În animația Howl's Moving Castle, a dat voce personajului Markl, lucrând alături de Christian Bale și Billy Crystal. Întreg dialogul filmului a fost înregistrat timp de opt ore consecutive.

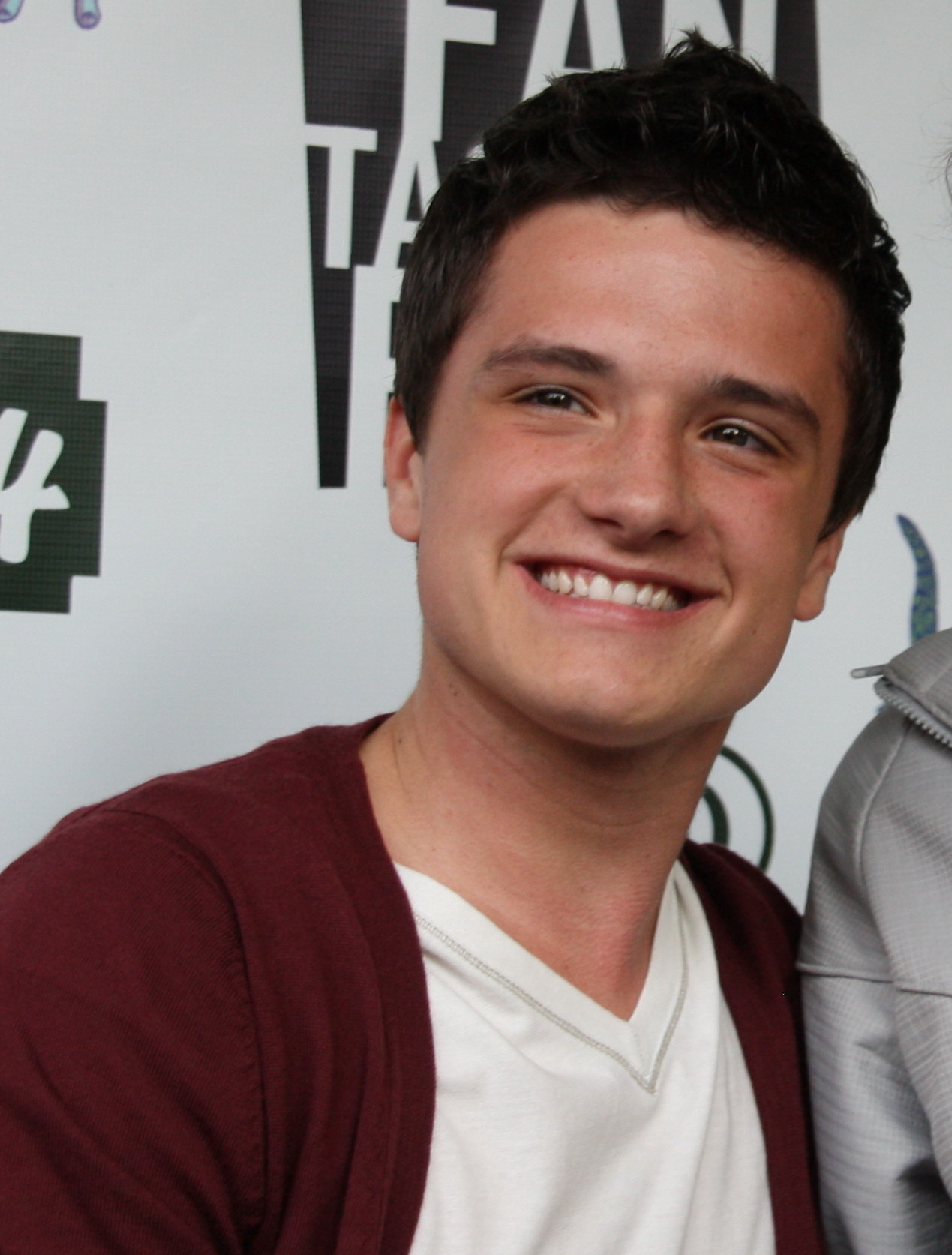
Hutcherson la premiera filmului Cirque du Freak în 2009

În 2005, Hutcherson a apărut în mai multe filme produse la Hollywood, în încercarea de a deveni cunoscut în industrie. În filmul Little Manhattan, el a primit un rol principal alături de fratele său mai mic, Connor. Următorul rol principal pe care l-a primit a fost în filmul Zathura, pentru ca re a fost recompensat cu Premiul Tânărului Artist (în engleză Young Artist Award ) la categoria ”Cea mai Bună Performanță într-un Film de Lungmetraj a unui Tânăr Artist într-un Rol Principal” (în engleză "Best Performance in a Feature Film by a Leading Young Actor").
Următorul apariția a lui Hutcherson a fost în comedia RV la începutul lui 2006, în care a interpretat rolul fiului lui Robin Williams, și anume Bob Munro. Pentru acest rol, el a primit a doua nominalizare la Premiul Tânărului Artist. 
Cel mai important rol din copilăria lui Hutcherson a fost cel al lui Jesse Aarons în filmul Bridge to Terabithia, 2007. Datorită acestuia, el a câștigat pentru a doua oară Premiul Tânărului Artist la categoria ”Cea mai Bună Performanță într-un Film de Lungmetraj a unui Tânăr Artist într-un Rol Principal”.

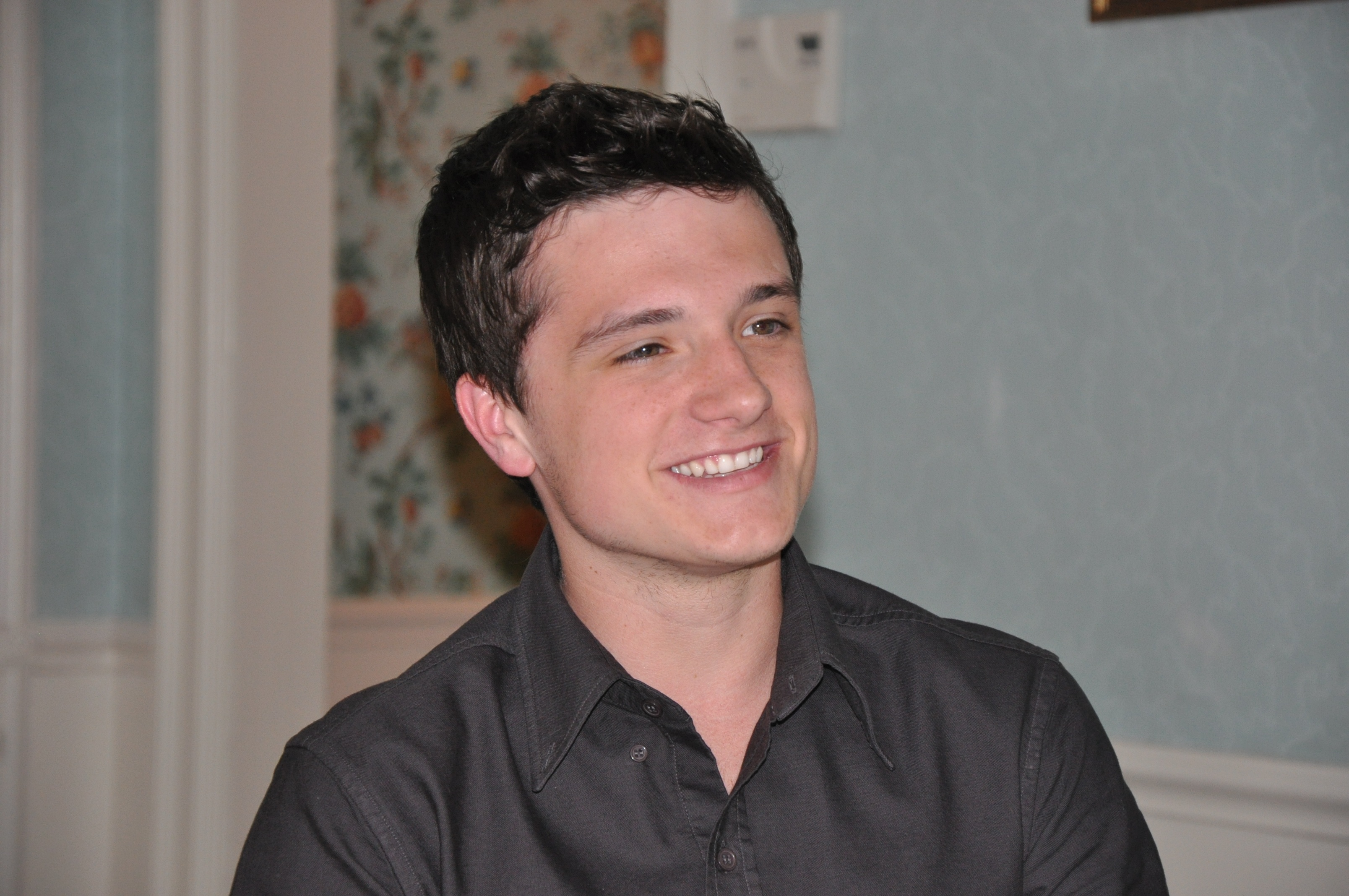
Hutcherson la New York Film Festival în 2010

În 2008, a apărut în drama Winged Creatures ( lansată cu numele de Fragments pe DVD) alături de Dakota Fanning și în Journey to the Center of the Earth, un film 3D adaptat după romanul cu același nume. În următorii doi ani, a jucat rolul unui băiat numit Steve "Leopard" Leonard,care vizitează un carnaval alături de prietenii săi, în filmul Cirque du Freak și a primit un rol secundar în filmul apreciat de către critici The Kids Are All Right, în care joacă rolul fiului unui cuplu de lesbiene. Conform lui Kaleem Aftab de la publicația The Independent, rolul său din The Kids Are All Right  a fost un punct important din cariera sa, în vedere continuării profesiei de actor și la maturitate. Filmul a câștigat Globul de Aur pentru Cel mai Bun Film de Musical sau Comedie (în engleză Golden Globe Award for Best Motion Picture – Musical or Comedy) și a fost nominalizat la Oscar pentru Cel mai Bun Film. 

### 2011–prezent
În aprilie 2011, Hutcherson a fost anunțat ca actorul care va interpreta rolul lui Peeta Mellark în seria The Hunger Games. Primul film din serie a fost lansat pe 23 martie 2012 și a devenit unul dintre cele mai de succes filme ale anului. Hutcherson a primit un premiu MTV Movie Award for Cel mai Bun Actor.

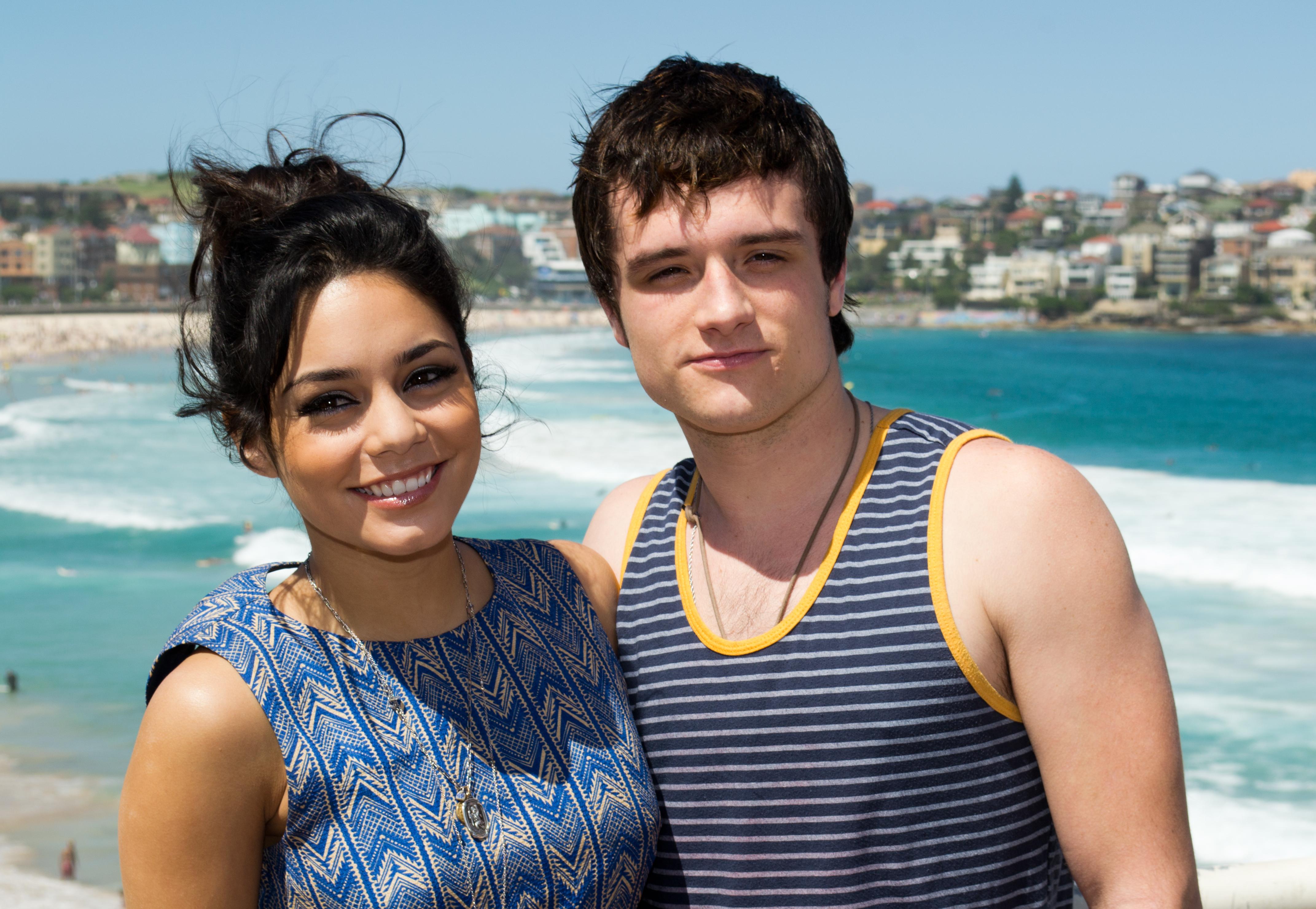
Hutcherson și Vanessa Hudgens la filmările Journey 2: The Mysterious Island în Sydney, 2012

Concomitent cu filmările pentru The Hunger Games, el a fost producător executiv și actor în rol principal în Detention (2011) și The Forger (2012). În continuare în 2012 și-a reluat rolul de Sean Anderson în Journey 2: The Mysterious Island.
În 2013, Hutcherson a dat voce personajului Nod în animația 3D Epic, filmul fiind considerat cel mai mare succes al actorului cu excepția serie The Hunger Games series. Pentru rolul din The Hunger Games: Catching Fire, Hutchersoa câștigat cel de al doilea MTV Movie Award la categoria "Best Male Performance".

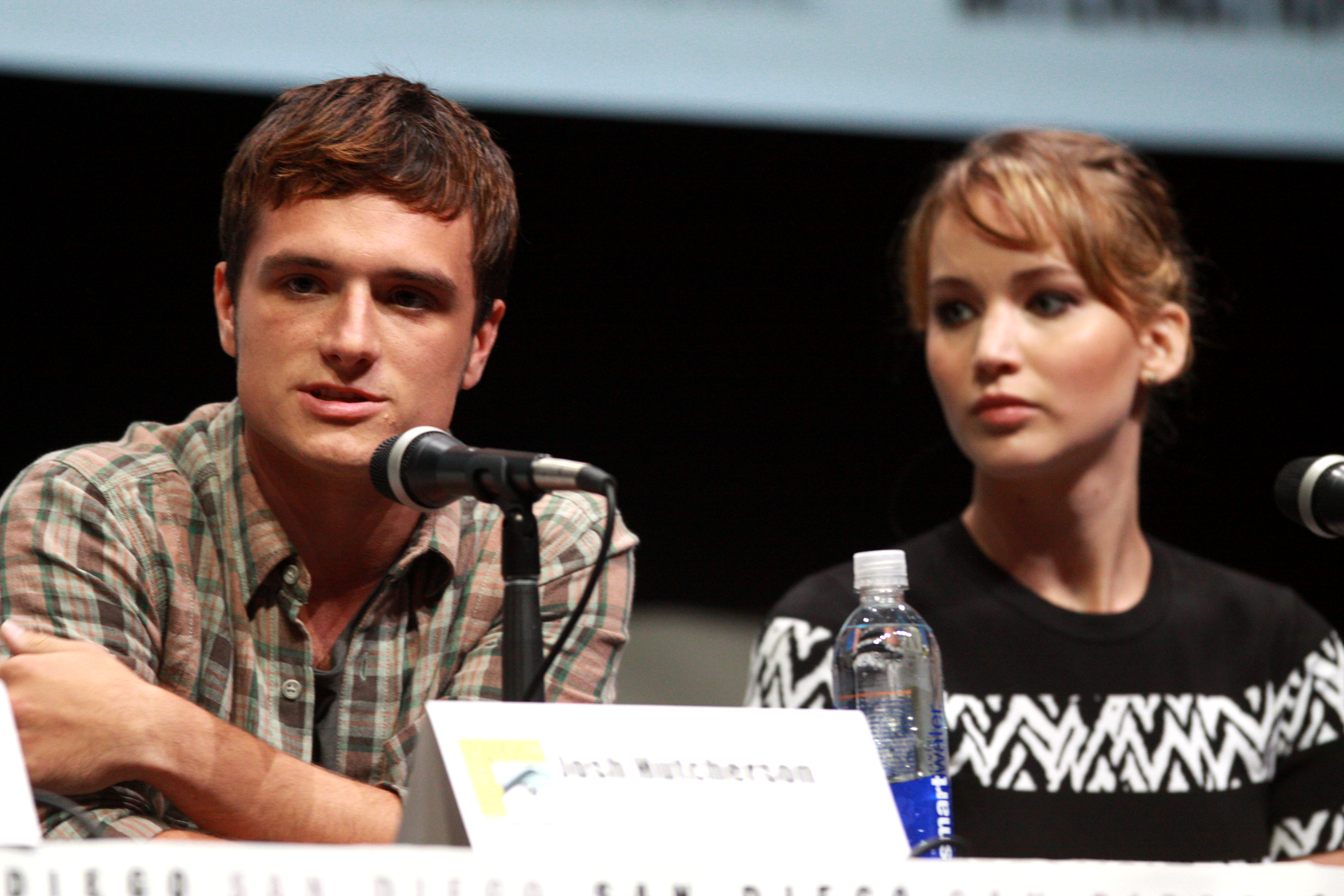
Hutcherson alături de Jennifer Lawrence la San Diego Comic-Con International (2013), promovând The Hunger Games: Catching Fire

În 21 noiembrie 2014 și 20 noiembrie 2015 sunt lansate ultimele două filme din seria The Hunger Games: Mockingjay – Part 1 și Part 2 . Personajul său trece printr-o schimbare semnificantă de caracter, ceea ce pentru Hutcherson a însemnat o provocare: "Sunt emoționat pentru că niciodată nu am mai jucat rolul unui personaj care înnebunește".
Înainte de filmările celor două filme Mockingjay, Hutcherson a fost actor și producător executiv în Escobar: Paradise Lost, lansat în 16 ianuarie 2015. 

## Viața personală
Hutcherson locuiește în Los Angeles, California. În mai 2012, a cumpărat o proprietate în valoare de $2.5 în Laurel Canyon, Hollywood Hills.
Este cunoscut ca fiind un aliat al persoanelor LGBT (lesbiene, gay, bisexuali și transgender). Implicarea sa este motivată de faptul că doi dintre unchii săi, care erau gay, au murit din cauza unor afecțiuni legate de SIDA. În aprilie 2012, el a devenit cel mai tânăr beneficiar al Vanguard Award de la GLAAD, având în vedere pentru promovarea drepturilor egale pentru persoanele LGBT.

## Filmografie

### Film

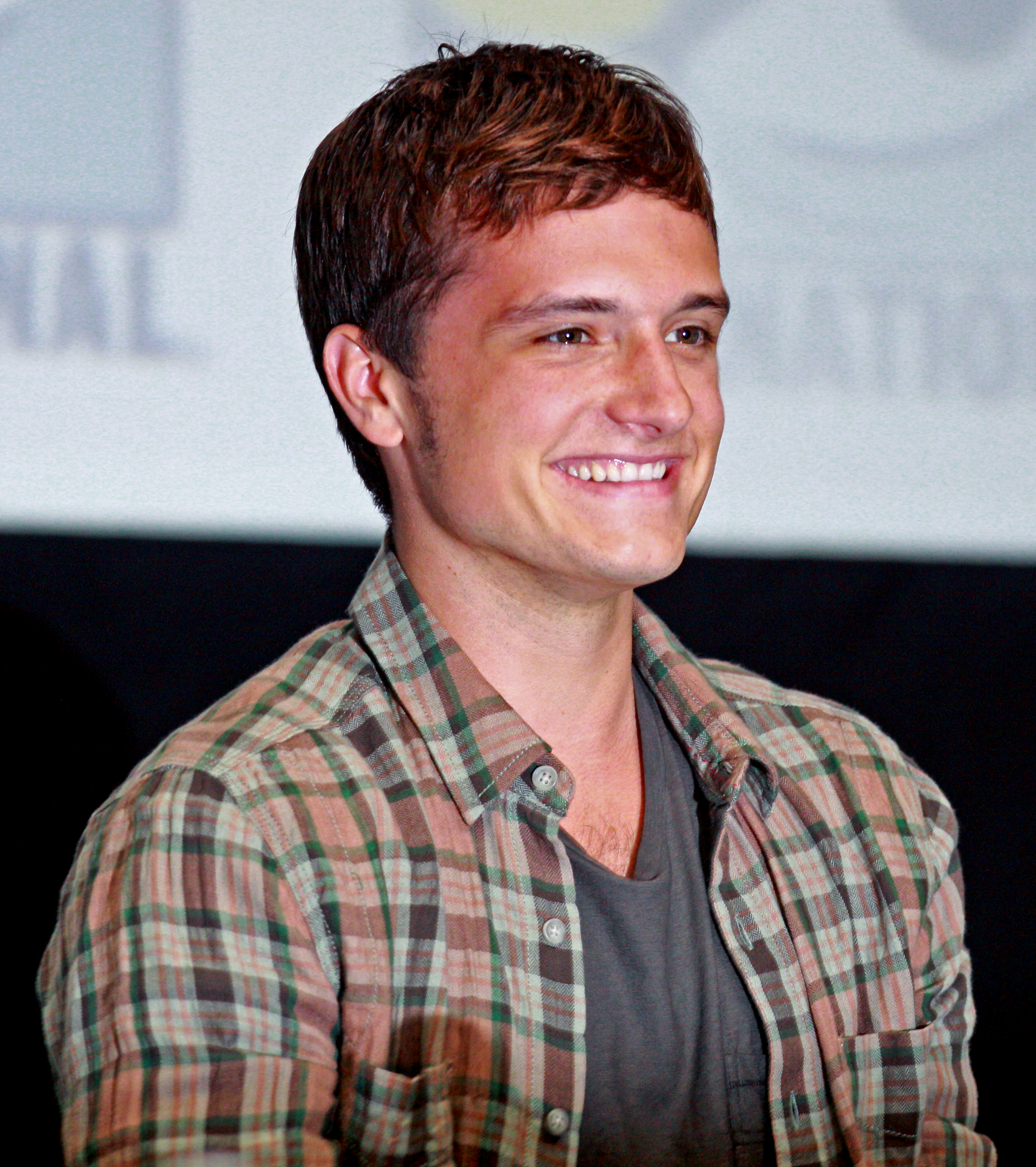
Hutcherson la San Diego Comic-Con International promovând The Hunger Games: Catching Fire

| An   | Titlu                                    | Rol                     | Note                   |
| ---- | ---------------------------------------- | ----------------------- | ---------------------- |
| 2003 | American Splendor                        | Robin                   |                        |
| 2004 | Motocross Kids                           | TJ                      |                        |
| 2004 | The Polar Express                        | Young Hero Boy          |                        |
| 2005 | One Last Ride                            | Joey                    |                        |
| 2005 | Kicking & Screaming                      | Bucky Weston            |                        |
| 2005 | Howl's Moving Castle (in English)        | Markl                   | Voce                   |
| 2005 | Little Manhattan                         | Gabriel "Gabe" Burton   |                        |
| 2005 | Zathura: A Space Adventure               | Walter                  |                        |
| 2006 | RV                                       | Carl Munro              |                        |
| 2007 | Bridge to Terabithia                     | Jesse Aarons            |                        |
| 2007 | Firehouse Dog                            | Shane Fahey             |                        |
| 2008 | Winged Creatures                         | Jimmy Jaspersen         |                        |
| 2008 | Călătorie spre centrul Pământului        | Sean Anderson           |                        |
| 2009 | Cirque du Freak: The Vampire's Assistant | Steve "Leopard" Leonard |                        |
| 2010 | The Kids Are All Right                   | Laser Allgood           |                        |
| 2010 | The Third Rule                           | Chuck                   |                        |
| 2011 | Detention                                | Clapton Davis           | Și producător executiv |
| 2012 | Journey 2: The Mysterious Island         | Sean Anderson           |                        |
| 2012 | The Hunger Games                         | Peeta Mellark           |                        |
| 2012 | 7 Days in Havana                         | Teddy Atkins            |                        |
| 2012 | The Forger                               | Joshua Mason            | Și producător executiv |
| 2012 | Red Dawn                                 | Robert Kitner           |                        |
| 2013 | Epic                                     | Nod                     | Voce                   |
| 2013 | The Hunger Games: Catching Fire          | Peeta Mellark           |                        |
| 2014 | The Hunger Games: Mockingjay – Part 1    | Peeta Mellark           |                        |
| 2015 | Escobar: Paradise Lost                   | Nick Brady              | Și producător executiv |
| 2015 | The Hunger Games: Mockingjay – Part 2    | Peeta Mellark           |                        |
| 2015 | The Rusted                               | Max                     | Și producător executiv |
| 2016 | In Dubious Battle                        | Vinnie                  |                        |
| 2016 | The Masterpiece                          | Philip Haldiman         |                        |
| 2017 | The Long Home                            | Nathan Winer            |                        |

### Televiziune
| Year | Title                    | Role                       | Notes                                          |
| ---- | ------------------------ | -------------------------- | ---------------------------------------------- |
| 2002 | Becoming Glen            | Young Glen                 | Episod pilot                                   |
| 2002 | House Blend              | Nicky Harper               | Episod pilot                                   |
| 2002 | ER                       | Matt                       | Episod: "First Snowfall"                       |
| 2003 | The Division             | Matthew Inwood             | Episod: "Till Death Do Us Part"                |
| 2003 | Miracle Dogs             | Charlie Logan              | Film de televiziune                            |
| 2003 | Wilder Days              | Chris Morse                | Film de televiziune                            |
| 2003 | Line of Fire             | Donny Rawlings             | Episod: "Take the Money and Run"               |
| 2004 | Eddie's Father           | Eddie Corbett              | Episod pilot                                   |
| 2004 | Party Wagon              | Toad E. Bartley            | Voce                                           |
| 2004 | Justice League Unlimited | Van-El / Young Bruce Wayne | Voce; Episod: "For the Man Who Has Everything" |
| 2010 | The Third Rule           | Chuck                      |                                                |
| 2012 | Punk'd                   | El însuși                  | Episod: "Lucy Hale"                            |
| 2013 | Saturday Night Live      | Gazdă                      | Episode: "Josh Hutcherson/Haim"                |
| 2014 | Face Off                 | Juriu                      | Episod: "Let The Games Begin"                  |

### Videoclipuri muzicale
| An   | Video  | Artist(s)                     | Note |
| ---- | ------ | ----------------------------- | ---- |
| 2016 | Middle | DJ Snake ft. Bipolar Sunshine |      |

## Premii și nominalizări
| Year | Organization                                  | Award                                                                       | Work                                  | Result |
| ---- | --------------------------------------------- | --------------------------------------------------------------------------- | ------------------------------------- | ------ |
| 2004 | Young Artist Awards                           | Best Performance in a TV Movie, Miniseries or Special – Leading Young Actor | Wilder Days                           |        |
| 2005 | Young Artist Awards                           | Best Performance in a Feature Film – Young Ensemble Cast                    | Motocross Kids                        |        |
| 2005 | Young Artist Awards                           | Outstanding Young Ensemble in a New Medium                                  | The Polar Express                     |        |
| 2006 | Young Artist Awards                           | Best Performance in a Feature Film (Comedy or Drama) – Leading Young Actor  | Zathura: A Space Adventure            |        |
| 2007 | Young Artist Awards                           | Best Performance in a Feature Film – Leading Young Actor                    | RV                                    |        |
| 2008 | Young Artist Awards                           | Best Performance in a Feature Film – Leading Young Actor                    | Bridge to Terabithia                  |        |
| 2008 | Young Artist Awards                           | Best Performance in a Feature Film – Young Ensemble Cast                    | Bridge to Terabithia                  |        |
| 2009 | Young Artist Awards                           | Best Performance in a Feature Film – Leading Young Actor                    | Journey to the Center of the Earth    |        |
| 2010 | Gotham Awards                                 | Best Cast Ensemble                                                          | The Kids Are All Right                |        |
| 2010 | Washington D.C. Area Film Critics Association | Best Ensemble                                                               | The Kids Are All Right                |        |
| 2010 | Boston Society of Film Critics                | Best Cast                                                                   | The Kids Are All Right                |        |
| 2011 | Alliance of Women Film Journalists            | Best Ensemble Cast                                                          | The Kids Are All Right                |        |
| 2011 | Broadcast Film Critics Association Awards     | Best Acting Ensemble                                                        | The Kids Are All Right                |        |
| 2011 | Screen Actors Guild Awards                    | Outstanding Performance by a Cast in a Motion Picture                       | The Kids Are All Right                |        |
| 2012 | NewNowNext Awards                             | Next Mega Star                                                              | The Hunger Games                      |        |
| 2012 | CinemaCon Award                               | Breakthrough Performer of the Year Award                                    | The Hunger Games                      |        |
| 2012 | MTV Movie Awards                              | Best Cast                                                                   | The Hunger Games                      |        |
| 2012 | MTV Movie Awards                              | Best Kiss                                                                   | The Hunger Games                      |        |
| 2012 | MTV Movie Awards                              | Best Fight                                                                  | The Hunger Games                      |        |
| 2012 | MTV Movie Awards                              | Best Male Performance                                                       | The Hunger Games                      |        |
| 2012 | Teen Choice Awards                            | Choice Movie: Liplock                                                       | The Hunger Games                      |        |
| 2012 | Teen Choice Awards                            | Choice Movie Actor: Sci-Fi/Fantasy                                          | The Hunger Games                      |        |
| 2012 | Do Something Awards                           | Movie Star: Male                                                            | The Hunger Games                      |        |
| 2013 | People's Choice Awards                        | Favorite On-Screen Chemistry                                                | The Hunger Games                      |        |
| 2014 | MTV Movie Awards                              | Best Performance                                                            | The Hunger Games: Catching Fire       |        |
| 2014 | Teen Choice Awards                            | Choice Movie Actor: Sci-Fi/Fantasy                                          | The Hunger Games: Catching Fire       |        |
| 2015 | Teen Choice Awards                            | Choice Movie Actor: Sci-Fi/Fantasy                                          | The Hunger Games: Mockingjay – Part 1 |        |